# Seiches-sur-le-Loir
Seiches-sur-le-Loir is een gemeente in het Franse departement Maine-et-Loire (regio Pays de la Loire). De plaats maakt deel uit van het arrondissement Angers. Seiches-sur-le-Loir telde op 1 januari 2022 2.853 inwoners.

## Geografie
De oppervlakte van Seiches-sur-le-Loir bedroeg op 1 januari 2022 28,83 vierkante kilometer; de bevolkingsdichtheid was toen 99 inwoners per km².

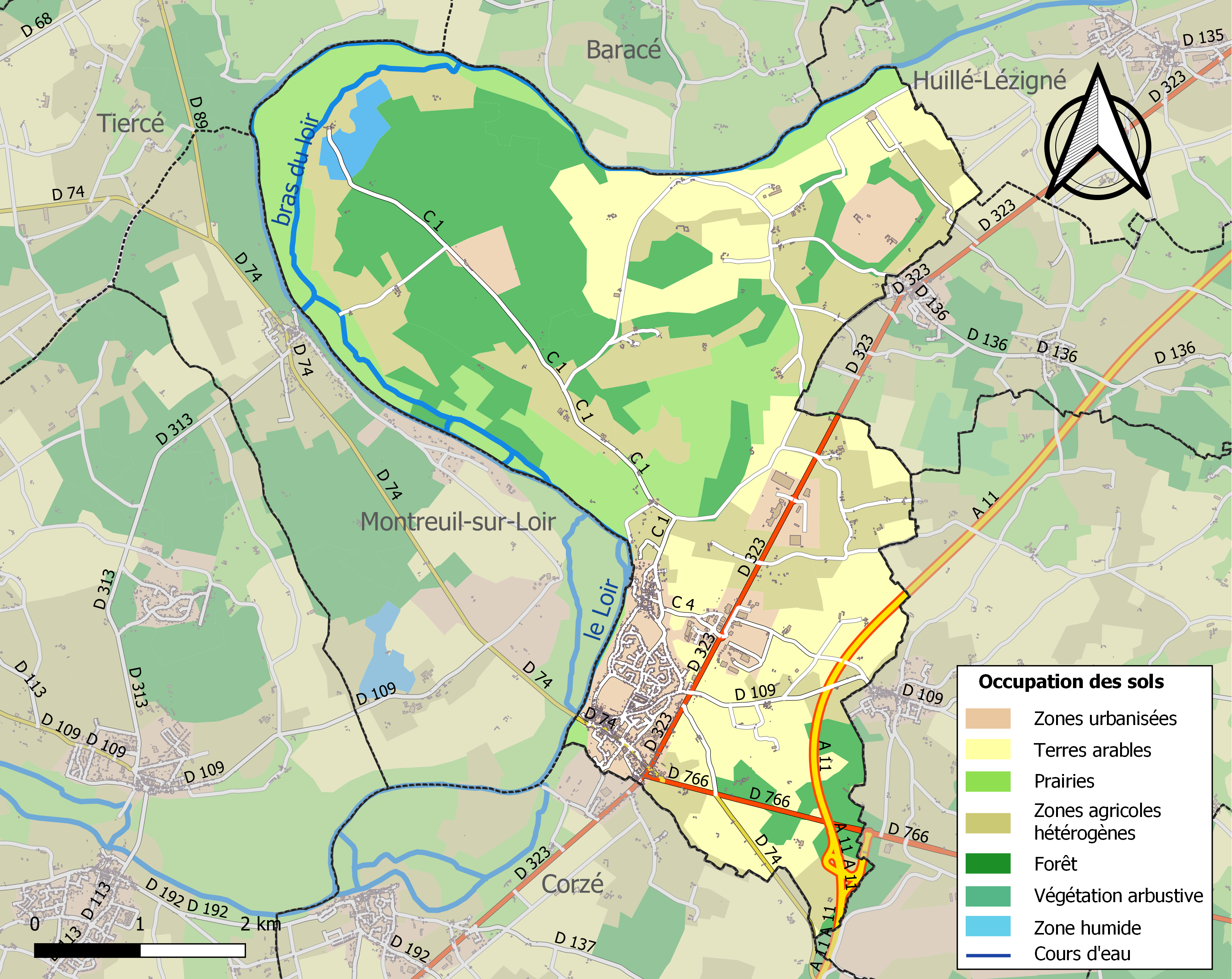
Kaart van de gemeente met de belangrijkste infrastructuur, bodemgebruik en omliggende gemeenten

## Demografie
Onderstaande figuur toont het verloop van het inwonertal (bron: INSEE-tellingen).